# Umarli nie potrzebują pledu
Umarli nie potrzebują pledu (ang. Dead Men Don't Wear Plaid) – amerykańska komedia kryminalna w stylu neo-noir z 1982 roku w reżyserii Carla Reinera.
Film jest zarówno parodią, jak i hołdem dla filmów detektywistycznych oraz noir z lat 40.
Zawiera fragmenty 19 filmów w stylu vintage, które połączono z nowym materiałem filmowym nakręconym w podobnym stylu w wyniku czego oryginalne dialogi i aktorstwo klasycznych filmów stały się częścią nowej historii.

## Fabuła
Juliet Forrest, córka słynnego naukowca i producenta sera, zatrudnia prywatnego detektywa Rigby'ego Reardona, aby zbadał przyczynę śmierci jej ojca, która, jak przypuszcza, został zamordowany. Śledztwo wiedzie ich do pewnej kantyny na wyspie u wybrzeży Ameryki Południowej.

## Obsada
- Steve Martin jako Rigby Reardon
- Rachel Ward jako Juliet Forrest
- George Gaynes jako dr John Hay Forrest
- Reni Santoni jako Carlos Rodriguez
- Adrian Ricard jako Mildred
- Carl Reiner jako feldmarszałek Wilfried von Kluck
- Francis X. McCarthy jako kelner
- Gene LeBell jako chuligan